# Aukum (California)
Aukum es un área no incorporada ubicada en el condado de El Dorado en el estado estadounidense de California.

## Geografía
Aukum se encuentra ubicada en las coordenadas 38°33′26″N 120°43′36″O / 38.55722, -120.72667.